# Titón Laïlla
Maria Assumpció Laïlla i Jou (Barcelona, 3 de octubre de 1975), más conocida como Titón Laïlla, es una política y psicopedagoga española, diputada del Parlamento de Cataluña, afiliada a Unió Democràtica de Catalunya y máxima responsable de Convergència i Unió en el distrito barcelonés de Sarria-Sant Gervasi.

## Biografía
Se diplomó en enfermería por la Universidad de Barcelona en 1997. Posteriormente, se licenció en Psicopedagogía en la facultad Blanquerna perteneciente a la Universidad Ramon Llull. Trabajó como enfermera psiquiátrica en diversos centros de la provincia de Barcelona hasta que progresivamente, fue dejando la sanidad para centrarse en su carrera política. Se afilió a Unió en 1998, empezando por su organización juvenil Unió de Joves, en donde fue nombrada presidenta en 2004. En 2006 entró como diputada del parlamento de Cataluña, siendo reelegida en las posteriores elecciones. Está soltera y no tiene hijos. 

## Ideología
Se la considera perteneciente al ala independentista de Unió, por lo que mantiene una postura distante respecto a su líder Josep Antoni Duran i Lleida.